# Sarin (Dorf)
Sarin ist ein osttimoresisches Dorf im Suco Fahiria (Verwaltungsamt Aileu, Gemeinde Aileu).

## Geographie
Sarin liegt im Südwesten der gleichnamigen Aldeia. Westlich befindet sich der Zusammenfluss des aus dem Norden kommenden Mumdonihun und des aus dem Westen kommenden Manolane zum nach Osten abfließenden Monofonihun. In ihm mündet auch der kleine Fluss, der östlich vom Dorf Sarin verläuft. Alle diese Flüsse gehören zum System des Nördlichen Laclós. Das Ufer westlich von Sarin wird durch Reisfelder geprägt. Das Dorf liegt auf einer Meereshöhe von 909 m. In Richtung Nordosten steigt das Land auf über 1000 m an.